# Shahira Amin
Shahira Amin (in arabo شهيرة أمين‎?; ...) è una giornalista e conduttrice televisiva egiziana, ex vice presidente dell’emittente televisiva statale TV Nilo.
Si dimise dal suo incarico il 3 febbraio del 2001, dichiarando di aver abbandonato TV Nilo, poiché “la considerava come una copertura parziale” della Rivoluzione egiziana del 2011.

## Biografia
Amin divenne oggetto di critiche dopo aver intervistato il soldato israeliano Gilad Shalit, il 18 ottobre del 2011, in Egitto. L’intervista avvenne dopo il rilascio del soldato, da più di cinque anni di prigionia, a Gaza, e pochissimo tempo prima del suo ritorno in Israele e della riunificazione con la sua famiglia. I funzionari israeliani e i vari esperti dissero che l’intervista, la quale secondo loro fu svolta in presenza di alcuni militanti di Hamas, armati e mascherati, ha totalmente infranto le regole etiche alla base del giornalismo e ha violato i termini del rilascio di Shalit. Amin negò il fatto che l’intervista si era svolta in presenza di un gruppo di militanti di Hamas armati, ma, allo stesso tempo, dichiarò: “È vero che Shalit venne scortato da uomini armati di Hamas, ma nella stessa stanza c’erano anche uomini della intelligence egiziana. Nessuna delle due parti intervenne (militarmente)”. Definì il criticismo, nei suoi confronti, come “incorretto”, affermando: “Io sono una giornalista, e qualsiasi giornalista vorrebbe condurre un’intervista, che possa essere vista da tutto il mondo”. Amin, inoltre, disse che l’intervista ebbe luogo dopo il rilascio di Hamas e dopo accurate visite mediche della Croce Rossa al soldato israeliano. Successivamente, la Croce Rossa sottolineerà che quelle visite non furono mai svolte.
Durante l’intervista, Amin chiese a Shalit come mai l’Egitto avesse negoziato, con successo, il suo rilascio e se volesse dire qualcosa al popolo egiziano. Amin spiegò poi: “Per cinque anni Mubarak ha fatto promesse e non è successo nulla, mentre ora, otto mesi dopo la sua destituzione, le cose hanno iniziato a muoversi e hanno portato ad un accordo, ed io credo che il governo egiziano e il consiglio militare egiziano abbiano il merito di ciò”. In seguito, a queste affermazioni, Amin fu duramente criticata per aver prodotto “un video di propaganda” e per essere “a caccia di complimenti per l’Egitto”. Amin gli chiese, anche, perché il mondo avesse avuto sue notizie, solo una volta, durante la prigionia e “cosa questa esperienza ti ha insegnato?” Un critico considerò l’intervista “piena di domande illogiche e ridicole”. Altri giornalisti definirono l’intervista “spietata” e “insensibile”.